# Lianna Haroutounian
Lianna Haroutounian (...) è un soprano armena.

## Biografia
Ha studiato al Conservatorio di Erevan e si è perfezionata al Centro di Formazione Lirica dell'Opéra Bastille.
Nel 2009 debutta come Marguerite in Faust (opera) a Massy (Essonne).
Nel 2012 è Mimì ne La bohème a Tours e Violetta ne La traviata a Sanxay.
Nel 2013 è Elena ne I vespri siciliani ad Atene, Hélène in Les vêpres siciliennes diretta da John Mauceri con Gregory Kunde nel debutto a Bilbao, Amelia in Simon Boccanegra a Tours, Elisabetta di Valois in Don Carlo diretta da Antonio Pappano con Jonas Kaufmann, Ferruccio Furlanetto, Eric Halfvarson e Robert Lloyd nel debutto al Royal Opera House, Covent Garden di Londra, canta il Requiem (Verdi) al Teatro Real di Madrid, Madama Butterfly a Sanxay e Hélène in Les vêpres siciliennes a Francoforte sul Meno ed a Londra diretta da Pappano.
Nel 2014 è Elisabetta in Don Carlo diretta da Fabio Luisi all'Opernhaus Zürich ed a Verbier diretta da Daniel Harding, Desdemona in Otello (Verdi) diretta da Nicola Luisotti con Marco Berti e Roberto Frontali al Teatro San Carlo di Napoli trasmessa da Rai 5, la protagonista di Tosca (opera) diretta da Riccardo Frizza nel debutto al San Francisco Opera e Leonora ne Il trovatore diretta da Luisotti con Berti a Napoli.
Nel 2015 debutta al Metropolitan Opera House di New York come Elisabetta in Don Carlo diretta da Yannick Nézet-Séguin con Furlanetto, Luca Salsi e James Morris, a Bilbao è Desdemona in Otello diretta da Frizza con Berti ed a Londra Mimì ne La bohème con Piotr Beczała.
Nel 2016 è Madama Butterfly al Concertgebouw di Amsterdam con Marie-Nicole Lemieux ed Angelo Veccia ed a San Francisco, la protagonista di Adriana Lecouvreur (opera) con Daniela Barcellona e Carlo Cigni al La Monnaie/De Munt di Bruxelles e Frontali, Amelia in Simon Boccanegra diretta da James Levine con Plácido Domingo, Furlanetto e Joseph Calleja al Metropolitan, Mimì ne La bohème diretta da Andrea Molino (musicista) con Gianluca Terranova a Melbourne, Leonora ne Il trovatore diretta da Gianandrea Noseda con Francesco Meli a Londra e Desdemona in Otello diretta da Renato Palumbo a Madrid.

## DVD
- Verdi: Les Vepres Siciliennes - Schrott/Haroutounian/Pappano/Royal Opera, Warner